# 多摩サービス補助施設
座標: 北緯35度38分46秒 東経139度28分58秒 / 北緯35.646139度 東経139.482822度

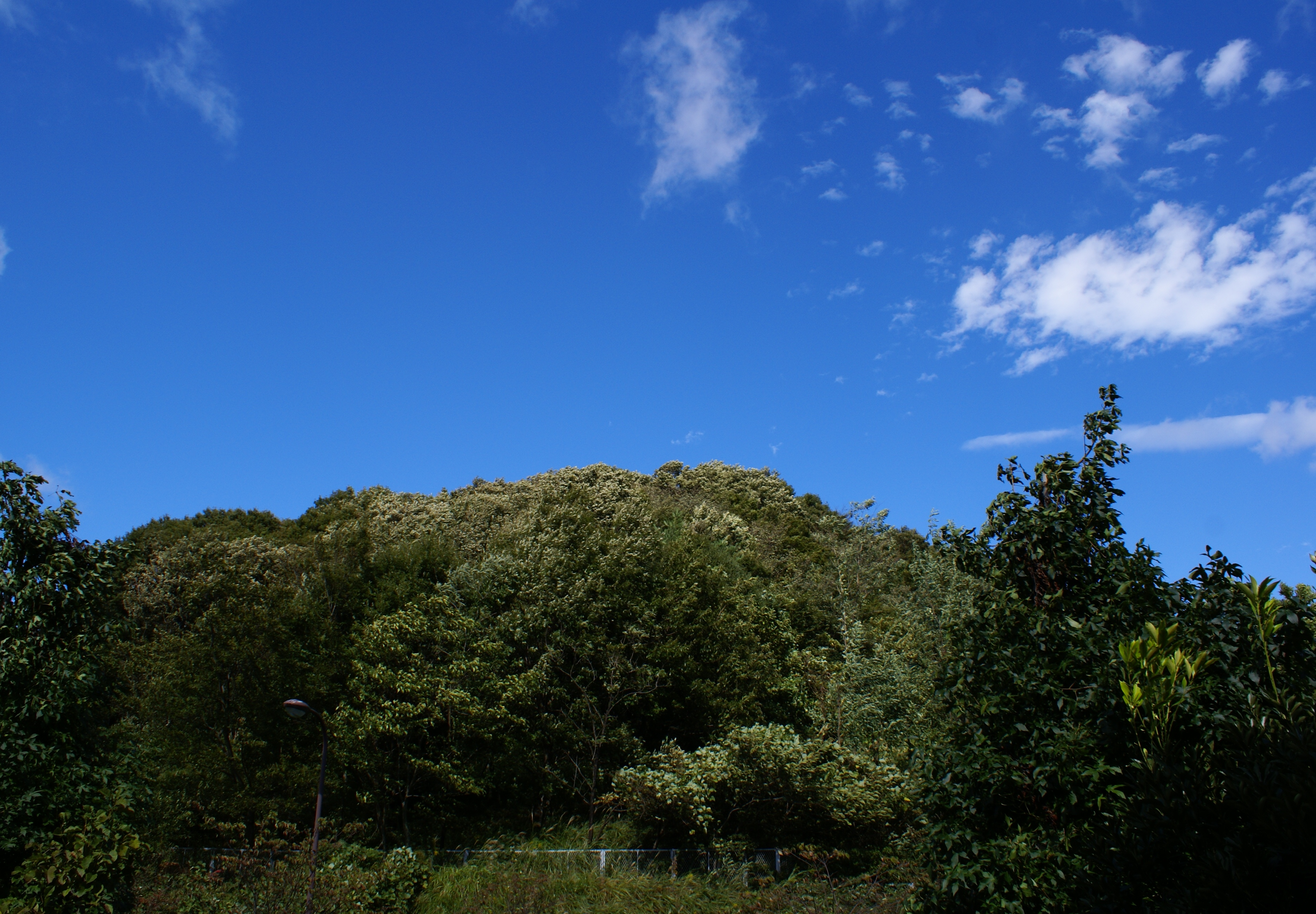
多摩サービス補助施設の森

多摩サービス補助施設（たまサービスほじょしせつ、英語名: Tama Hills Recreation Center）は、東京都多摩市東部連光寺と稲城市北西部大丸・坂浜にまたがって所在する在日米軍施設である。多摩レクリエーションセンターとも呼ばれる。正式な施設名称は「Tama Service Annex」で、1977年（昭和52年）10月6日、日米政府間協定により従来の「Tama Ammunition Depot」から変更された。施設番号はFAC 3019。
かつての日本陸軍多摩火薬製造所（多摩弾薬庫）。

## 歴史

### 旧軍時代

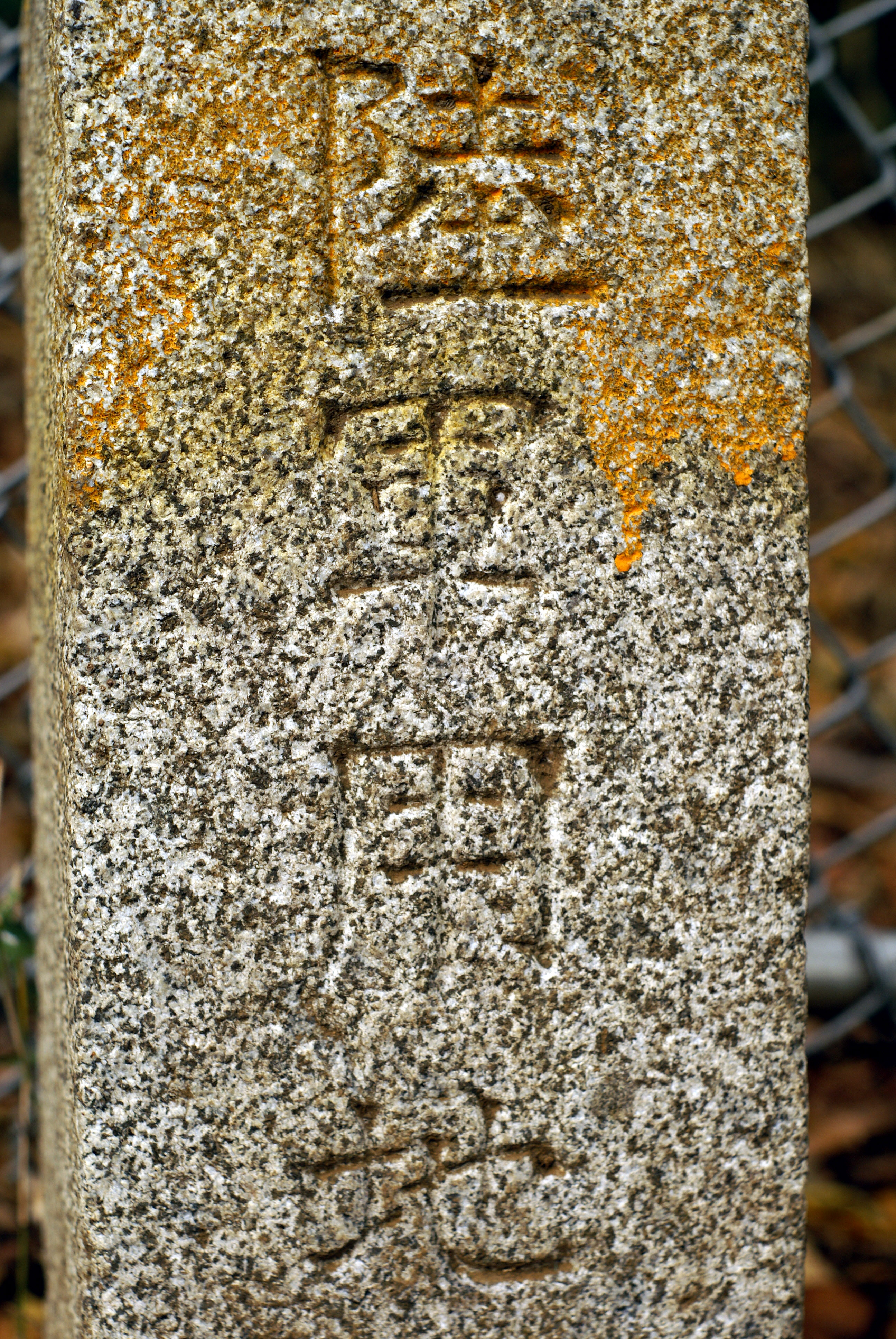
陸軍多摩火工廠の用地境界を示す標識

元々は大日本帝国陸軍の造兵廠火工廠板橋製造所多摩分工場として1938年（昭和13年）に開所された。1939年（昭和14年）10月、多摩火薬製造所として火工廠の一製造所に昇格。この年9月の段階では、敷地面積284,039坪（約939,000m2）、従業員数883名で、炸薬と伝火薬筒（炸薬と信管の中間にあって爆発を媒介するもの）を中心に製造をしており、炸薬は月450トンを生産していた。その後戦争激化による需要増に応えるため拡大、1940年には第二工場が、1944年には第三工場がそれぞれ発足、終戦時には、敷地面積52万3464坪（約173万0572m2）、従業員数2085人まで拡張された。その名残で、今も施設と稲城市の城山公園との境界線には「陸軍用地」と書いた石碑が立つ。

### 進駐後
1945年（昭和20年）9月にGHQが駐留を開始。また旧男子工員寮は外地からの引揚者のための東京都外地引揚者定着寮として用いられ、1946年（昭和21年）3月1日には昭和天皇が視察のため行幸した。11月に接収されアメリカ空軍の多摩弾薬庫として使用されていたが、横田基地の第3爆撃航空団（3BW）がアメリカ本土に移駐してからは山田弾薬庫（福岡県北九州市）から横田基地へ直接弾薬が搬入されるケースが多くなったため、1960年代後半には施設の遊休化が目立つようになっていた。
また、アメリカ軍は1950年代からレクリエーション施設として昭島住宅地区（東京都昭島市）のゴルフ場（現・昭和の森ゴルフコース）を使用していた。これに対し土地所有者である昭和飛行機工業は、1952年（昭和27年）の行政協定でアメリカ軍へ一時使用施設として提供した際の用途（極東空軍航空資材廠A地区として提供）では使用されていないことから返還を求めて訴訟を起こし、東京地裁は1964年（昭和39年）6月に返還を命じる第一審判決を下した。最終的に日本政府は上訴せず和解の方針を採り、昭島住宅地区は1968年（昭和43年）に全面返還されたため、代替施設として多摩弾薬庫にゴルフ場が建設され1969年（昭和44年）から運用が始まった。なお、多摩弾薬庫は同じ頃にキャンプ王子（東京都北区）の陸軍病院移転候補地に挙げられていたが、搬送ヘリの騒音やマラリア患者の収容といった問題の影響で移転に対する地域住民の理解が得られる見通しが立たず、移転計画は中止となった。
施設がある場所は住宅地と隣接した豊かな緑地でもあり、東京都は国に対し返還を求めるよう強く働きかけている。1998年（平成10年）2月に、施設の北側を通る「川崎街道」の拡幅のため、敷地の一部の返還について日米合同委員会で承認され、2000年（平成12年）12月に施設の一部が日本に返還された。

## 現状
現在は米軍横田基地のレクリエーション施設として使用されている。敷地内の至る所に、旧火薬製造所の遺構が点在している。地図には多くの場合、米軍多摩ゴルフ場と表記されているが、ゴルフ場の他にキャンプ場やソフトボール場や乗馬施設なども存在している。2012年現在でアメリカ軍による占有地は東京ドーム41個分の面積にもなる。

## 施設への入場
2001年の同時多発テロ以来、民間人の入場は制限されていたが、2006年以降入場が再開されている。施設内のバーなどに行く場合、ゲートでパスポートの提示が必要。また、利用には米軍関係者の紹介が必要な施設もある。毎年７月末の日曜日に「稲城フェスティバル」という日米交流事業が行われ、バンド演奏が行われたり、飲食店などが出店される。

## フィクションへの登場
小説・映画『日輪の遺産』は、旧軍時代のこの施設が主な舞台になっている。占領下時代と現代の米軍施設としても登場する。